# Karl Thom (Geistlicher)
Karl Thom (* 20. März 1900 in Deutsch Eylau, Kreis Rosenberg in Westpreußen; † 2. Februar 1935 in Greifswald) war ein evangelischer Geistlicher, Mitglied der NSDAP sowie der Deutschen Christen (DC) und deren „Bischof von Cammin“ in Pommern.

## Leben und Wirken
Karl Thom studierte nach dem Ersten Weltkrieg Theologie und Philosophie an den Universitäten Jena, Leipzig und Marburg. Am 3. August 1924 wurde er zum Geistlichen Amt in Born a. Darß ordiniert.
Aufgrund der Berufung durch die Patronin von Pustamin, Erika von Denzin-Below, und die Patronin von Pennekow, Sibylle Schach von Wittenau geb. von Below, übernahm Karl Thom am 1. Februar 1925 seine erste Pfarrstelle in Pustamin im Kirchenkreis Rügenwalde (Landkreis Schlawe in Pommern).
Unter dem Einfluss liberaler Theologie wandte sich Karl Thom zunächst von Bibel und Kirche ab. Beeindruckt von dialektischer Theologie und Luther-Renaissance entdeckte er jedoch die reformatorischen Ansätze neu. Als aber auch diese Position in ihm zusammenbrach, flüchtete er sich in die Ideologie der nationalsozialistischen Partei, deren Ziele er durch die Deutschen Christen in die Kirche einzubringen und als „lutherisches Wollen“ zu rechtfertigen versuchte. Im Jahre 1932 wurde er der Führer der „Glaubensbewegung Deutsche Christen in Pommern“. Am 9. Februar 1932 hielt er einen öffentlichen Vortrag im Schweizergarten in Stolp in Pommern über das Thema „Nationalsozialismus und Evangelische Kirche“.
Bei den Kirchenwahlen am 23. Juli 1933 stimmten in Pommern 62,6 % der Wähler für die Deutschen Christen, im übrigen Preußen waren es oft über 75 %. Fand dennoch Thom bei der Reichsregierung sowie beim Reichsbischof Ludwig Müller und dessen Reichskirchenregierung nur wenig Rückhalt, so erhielt er doch am 5. Oktober 1933 als 33-Jähriger die Berufung zum „Bischof von Cammin“. Mit dieser Bezeichnung und der Wiedereinführung des Bischofstitels in Pommern überhaupt (bisher waren die Generalsuperintendenten im Ost- und im Westprengel die geistlichen Leiter der Kirchenprovinz Pommern) wurde der historische Bezug zur alten pommerschen Bischofsstadt Cammin hergestellt. Aber wenn auch die Übersiedlung des neu gekürten Bischofs nach Cammin nicht zustande kommen sollte, war auf diese Weise doch das geistliche Führerprinzip in die pommersche Kirche eingezogen.
Zu Weihnachten 1933 veröffentlichte Bischof Thom das „Pommersche Bekenntnis Deutscher Christen“, zu dessen Mitunterzeichner sich neben Professor Emanuel Hirsch weitere prominente Persönlichkeiten aus Theologie und Kirche fanden. Der Text dieses Dokuments ist eher einer sanften deutschchristliche Weltanschauung entsprungen, doch betont es immerhin, dass „nur von solchen Christen rechte kirchliche Führung“ zu erwarten sei, die „in der nationalsozialistischen Bewegung eine für alle Deutschen verbindliche neue Gestalt deutschen Lebens erkennen“.
Bischof Thom, der im August 1933 schon den seit 1929 amtierenden Hans-Jürgen von Kleist (Klein Krössin) als Präses der pommerschen Provinzialsynode verdrängt hatte, waltete in konsequenter Führung seines Amtes und wies dabei allen Widerstand der Bekennenden Kirche zurück, was ihm allerdings wegen der vielen Meinungsverschiedenheiten innerhalb seiner pommerschen Deutschen Christen nicht leicht gemacht wurde.
Wegen eines Krebsleidens musste Karl Thom am 22. November 1934 eine Klinik aufsuchen. Nach zweieinhalb Monaten starb er am 2. Februar 1935 nach weniger als eineinhalbjähriger Dienstzeit als Bischof in Pommern. Die Trauerfeier wurde am 6. Februar in der Jakobi-Kirche in Stettin gehalten, und die Beerdigung fand am 7. Februar in der Petrikirche in der Altstadt von Stolp statt.